# Curt Piorkowski
Heinrich Otto Curt Piorkowski (ur. 11 września 1888 w Lipsku, zm. 1939) – niemiecki psycholog, pisarz i autor wielu dzieł naukowych z dziedziny psychologii; doktor psychologii. Pionier w dziedzinie psychologii stosowanej, szczególnie w zakresie psychologicznego testu umiejętności.
W 1920, razem z Otto Lipmannem (1880-1933), założył Instytut psychologii zawodowej i handlowej (niem. Institut für Berufsund Wirtschaftspsychologie) w Berlinie, który w dużej mierze odpowiadał za opracowanie i rozwój psychologicznych testów i sprawdzianów uzdolnień zawodowych i poradnictwo zawodowe.
Twórca, razem z Waltherem Moede (1888-1958), m.in. koncepcji tzw. Aparatu Möde-Piorkowskiego – urządzenia do przeprowadzania psychologicznego testu koordynacji wzrokowo-ruchowej, szeroko wykorzystywanego do badań kierowców, instruktorów i egzaminatorów osób pragnących zdobyć prawo jazdy i pracowników na stanowiskach wymagających szczególnej sprawności psychofizycznej.

## Ważniejsze prace
- Untersuchungen über die Kombinationsfähigkeit bei Schulkindern; 1913
- razem z: Georg Albert Brandell, Helga Eng: Abstrakte Begriffe im Sprechen und Denken des Kindes; 1914
- Beitrage zur psychologischen Methodologie der wirtschaftlichen Berufseignung; 1915, Diss.
- razem z: Moede i Wolf: Die Berliner Begabtenschulen, ihre Organisation und die experimentellen Methoden der Schülerauswahl; 1918
- Die psychische Eignung; 1919
- razem z: Moede: Die Einwände gegen die Berliner Begabtenprüfungen sowie ihre kritische Würdigung; 1919
- Berufswahl und Berufsberatung: Eine Einführung in die Praxis; 1920
- razem z: Emil Abderhalden: Die Kombinationsmethode: (Prüfung des Kombinationsvermögens); 1923
- Die Benzin- und Ölversorgung durch die Rhenania-Ossag; 1928
- Der rechte Mann am rechten Platz; 1934
- Die hohe Schule des Verkaufs: Erfolgsregeln f. Verkäufer u. Vertreter; 1937
- Dyckerhoff Portland-Zementwerke A.G: Mainz-Amöneburg; 1937
- Die Zellwollerzeugung der Thüringischen Zellwolle Aktiengesellschaft Schwarza/Salle; 1938
- Druckerei und Kartonnagen vorm. Gebr. Obpacher A.G., München; 1938
- Die Herstellung von Wollgarnen; 1940